# Deitz (Virginia Occidental)
Deitz es un área no incorporada ubicada en el condado de Fayette (Virginia Occidental), Estados Unidos. Está registrada en el Servicio Geológico de Estados Unidos con fecha de entrada del 1 de mayo de 1993.
El número de identificación asignado por el Sistema de Información de Nombres Geográficos es 1556072.

## Geografía
Se encuentra a una altitud de 560 m s. n. m. (1837 pies) según el Servicio Geológico.